# Eisschnelllauf-Sprintweltmeisterschaft 2019

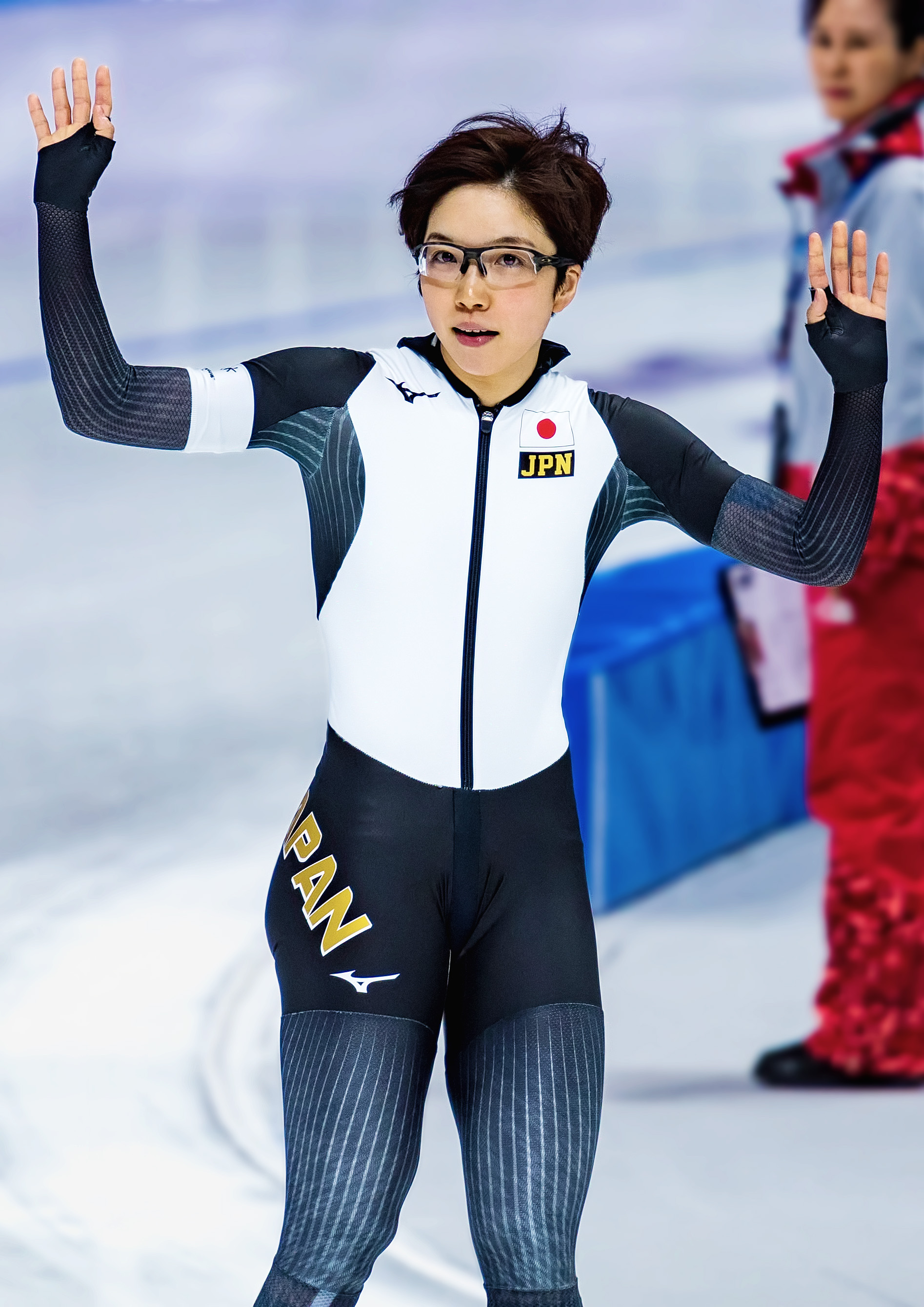
Sprint-Weltmeisterin Nao Kodaira (hier 2018)

Die 50. Eisschnelllauf-Sprintweltmeisterschaft fand am 23. und 24. Februar 2019 im Thialf im niederländischen Heerenveen statt.
Bei den Frauen entschied Nao Kodaira die Sprint-WM für sich, bei den Männern war Pawel Kulischnikow zum dritten Mal erfolgreich.

## Austragungsmodus
Bei der Sprintweltmeisterschaft werden vier Strecken gelaufen, je zweimal über die Distanz von 500 m und 1.000 m, An beiden Tagen werden je zwei Strecken gelaufen. Wenn ein Sportler über eine Distanz am ersten Tag auf der Innenbahn startet, so startet er am zweiten Tag auf der Außenbahn oder umgekehrt.
Die erzielten Zeiten werden in Punkte umgewandelt. Über 500 m entspricht die gelaufene Zeit der Punktzahl, über 1.000 m ergibt die gelaufene Zeit in Sekunden geteilt durch 2 die Punktzahl. Der Athlet mit der niedrigsten Gesamtpunktzahl nach vier Strecken gewinnt die Sprintweltmeisterschaft.

## Teilnehmende Nationen
Frauen
Das Teilnehmerfeld des Frauensprintmehrkampfes setzte sich aus 28 Sportlerinnen aus 15 Nationen zusammen.
- 3 Starterinnen:  Japan ↑,  Niederlande,  Russland,  Vereinigte Staaten ↑,  Volksrepublik China
- 2 Starterinnen:  Kanada ↑↑,  Norwegen ↓,  Südkorea ↑
- 1 Starterin:  Argentinien ↑,  Deutschland,  Kasachstan ↑,  Österreich,  Polen ↑,  Taiwan ↑,  Belarus ↑

Nicht mehr vertreten im Vergleich zur vorherigen Ausgabe waren Athletinnen aus Finnland und Rumänien.
Männer
Das Teilnehmerfeld des Männersprintmehrkampfes setzte sich aus 28 Sportlern aus 15 Nationen zusammen.
- 3 Starter:  Deutschland ↑,  Japan ↑,  Niederlande,  Russland ↑,  Südkorea ↑↑
- 2 Starter:  Kanada ↑,  Norwegen ↓,  Polen
- 1 Starter:  Belgien ↑,  Estland ↑,  Finnland,  Italien ↑,  Kasachstan ↑,  Vereinigte Staaten ↓,  Belarus ↑

Nicht mehr vertreten im Vergleich zur vorherigen Ausgaben waren Athleten aus Australien, Großbritannien und der Volksrepublik China.

## Wettbewerb

### Frauen
In Abwesenheit von Titelverteidigerin Jorien ter Mors, die die Saison verletzungsbedingt aussetzte, gewann Nao Kodaira – Weltmeisterin von 2017 – ihren zweiten WM-Titel und sorgte gemeinsam mit Miho Takagi für einen japanischen Doppelsieg. Takagis Medaillenerfolg galt dabei als überraschend, da sie sich nach Angabe ihres Trainers Johan de Wit auf die eine Woche später stattfindende Mehrkampf-WM konzentrierte. Nach dem Wettkampf erklärte Takagi, ihr Traum sei es, in einem Jahr sowohl bei der Sprint- als auch bei der Mehrkampf-WM das Podium zu erreichen. Hierfür war 2019 die letzte Möglichkeit, da ab 2020 beide Weltmeisterschaften gemeinsam an einem Wochenende ausgetragen wurden. Tatsächlich gewann Takagi auch bei der Mehrkampf-WM die Silbermedaille. Auf dem dritten Rang platzierte sich die US-Amerikanerin Brittany Bowe vor Vanessa Herzog aus Österreich. Die amtierende 500-Meter-Weltmeisterin Herzog hatte im ersten Lauf auf der Sprintstrecke nur wenige Hundertstelsekunden Rückstand auf Kodaira.

#### Endstand
- Zeigt die zwölf erfolgreichsten Sportlerinnen der Sprint-WM
- Die Zahl in Klammern gibt die Platzierung je Einzelstrecke an, fett gedruckt die jeweils Schnellste.

| Rang | Name                   | 1. Lauf 500 Meter | 1. Lauf 1.000 Meter | 2. Lauf 500 Meter | 2. Lauf 1.000 Meter | Gesamt- punkte |
| ---- | ---------------------- | ----------------- | ------------------- | ----------------- | ------------------- | -------------- |
| 1    | Nao Kodaira            | 37,27 (1)         | 1:15,01 (4)         | 37,41 (1)         | 1:14,96 (3)         | 149,665        |
| 2    | Miho Takagi            | 37,62 (4)         | 1:14,82 (2)         | 37,74 (4)         | 1:14,56 (1)         | 150,050        |
| 3    | Brittany Bowe          | 37,89 (5)         | 1:14,60 (1)         | 37,67 (2)         | 1:14,64 (2)         | 150,180        |
| 4    | Vanessa Herzog         | 37,31 (2)         | 1:15,78 (8)         | 37,81 (5)         | 1:16,07 (9)         | 151,045        |
| 5    | Jekaterina Aidowa      | 38,04 (8)         | 1:15,36 (7)         | 37,94 (7)         | 1:15,04 (5)         | 151,180        |
| 6    | Sanneke de Neeling     | 38,09 (10)        | 1:15,08 (5)         | 38,25 (12)        | 1:15,28 (6)         | 151,520        |
| 7    | Darja Katschanowa      | 38,00 (7)         | 1:14,94 (3)         | 38,39 (13)        | 1:15,33 (7)         | 151,525        |
| 8    | Angelina Golikowa      | 37,49 (3)         | 1:16,11 (10)        | 37,71 (3)         | 1:16,64 (14)        | 151,575        |
| 9    | Olga Fatkulina         | 37,99 (6)         | 1:16,48 (14)        | 37,90 (6)         | 1:15,62 (8)         | 151,940        |
| 10   | Jutta Leerdam          | 38,58 (16)        | 1:15,31 (6)         | 38,50 (15)        | 1:15,03 (4)         | 152,250        |
| 11   | Maki Tsuji             | 38,07 (9)         | 1:16,71 (15)        | 38,00 (8)         | 1:16,34 (11)        | 152,595        |
| 12   | Heather McLean         | 38,10 (11)        | 1:16,23 (12)        | 38,12 (10)        | 1:16,66 (15)        | 152,665        |
|      |                        |                   |                     |                   |                     |                |
| 20   | Gabriele Hirschbichler | 39,38 (22)        | 1:17,01 (17)        | 39,81 (25)        | 1:17,25 (18)        | 156,320        |

#### 1. Lauf 500 Meter
Bei den Einzelstrecken-Weltmeisterschaften in Inzell hatte Nao Kodaira ihren WM-Titel über 500 Meter an Vanessa Herzog verloren. Im Rahmen der Sprint-WM verbesserte sie die von Herzog im vorletzten Paar aufgestellte Zeit von 37,31 Sekunden im abschließenden Duell um vier Hundertstel. Kodaira gab nach dem Rennen an, in Inzell an starken Hüftschmerzen gelitten zu haben, die nun besser geworden seien.
| Platz | Name                   | Land               | Zeit    | Punkte |
| ----- | ---------------------- | ------------------ | ------- | ------ |
| 01    | Nao Kodaira            | Japan              | 37,27 s | 37,270 |
| 02    | Vanessa Herzog         | Österreich         | 37,31 s | 37,310 |
| 03    | Angelina Golikowa      | Russland           | 37,49 s | 37,490 |
| 04    | Miho Takagi            | Japan              | 37,62 s | 37,620 |
| 05    | Brittany Bowe          | Vereinigte Staaten | 37,89 s | 37,890 |
| 06    | Olga Fatkulina         | Russland           | 37,99 s | 37,990 |
| 07    | Darja Katschanowa      | Russland           | 38,00 s | 38,000 |
| 08    | Jekaterina Aidowa      | Kasachstan         | 38,04 s | 38,040 |
| 09    | Maki Tsuji             | Japan              | 38,07 s | 38,070 |
| 10    | Sanneke de Neeling     | Niederlande        | 38,09 s | 38,090 |
|       |                        |                    |         |        |
| 22    | Gabriele Hirschbichler | Deutschland        | 39,38 s | 39,380 |

#### 1. Lauf 1000 Meter
Obwohl Brittany Bowe mehr als 1,3 Sekunden über dem von ihr aufgestellten Bahnrekord blieb, reichte ihre Zeit von 1:14,60 Minuten für den Streckensieg im ersten 1000-Meter-Lauf. In der Gesamtwertung verbesserte sie sich auf den dritten Rang hinter Nao Kodaira und Miho Takagi, mit einem Hundertstelpunkt Vorsprung auf Vanessa Herzog.
| Platz | Name                   | Land               | Zeit        | Punkte |
| ----- | ---------------------- | ------------------ | ----------- | ------ |
| 01    | Brittany Bowe          | Vereinigte Staaten | 1:14,60 min | 37,300 |
| 02    | Miho Takagi            | Japan              | 1:14,82 min | 37,410 |
| 03    | Darja Katschanowa      | Russland           | 1:14,94 min | 37,470 |
| 04    | Nao Kodaira            | Japan              | 1:15,01 min | 37,505 |
| 05    | Sanneke de Neeling     | Vereinigte Staaten | 1:15,08 min | 37,540 |
| 06    | Jutta Leerdam          | Niederlande        | 1:15,31 min | 37,655 |
| 07    | Jekaterina Aidowa      | Kasachstan         | 1:15,36 min | 37,680 |
| 08    | Vanessa Herzog         | Österreich         | 1:15,78 min | 37,890 |
| 09    | Natalia Czerwonka      | Polen              | 1:16,10 min | 38,050 |
| 10    | Angelina Golikowa      | Russland           | 1:16,11 min | 38,055 |
|       |                        |                    |             |        |
| 17    | Gabriele Hirschbichler | Deutschland        | 1:17,01 min | 38,505 |

#### 2. Lauf 500 Meter
Im vorletzten Paar schlug Brittany Bowe Vanessa Herzog, im letzten Duell trat Nao Kodaira gegen ihre Teamkollegin Miho Takagi an und stellte die Bestzeit des Rennens auf. In der Gesamtwertung blieben Kodaira und Takagi in Führung.
| Platz | Name                   | Land               | Zeit    | Punkte |
| ----- | ---------------------- | ------------------ | ------- | ------ |
| 01    | Nao Kodaira            | Japan              | 37,41 s | 37,410 |
| 02    | Brittany Bowe          | Vereinigte Staaten | 37,67 s | 37,670 |
| 03    | Angelina Golikowa      | Russland           | 37,71 s | 37,710 |
| 04    | Miho Takagi            | Japan              | 37,74 s | 37,740 |
| 05    | Vanessa Herzog         | Österreich         | 37,81 s | 37,810 |
| 06    | Olga Fatkulina         | Russland           | 37,90 s | 37,900 |
| 07    | Jekaterina Aidowa      | Kasachstan         | 37,94 s | 37,940 |
| 08    | Maki Tsuji             | Japan              | 38,00 s | 38,000 |
| 09    | Letitia de Jong        | Niederlande        | 38,05 s | 38,050 |
| 10    | Heather McLean         | Kanada             | 38,12 s | 38,120 |
|       |                        |                    |         |        |
| 22    | Gabriele Hirschbichler | Deutschland        | 39,81 s | 39,810 |

#### 2. Lauf 1000 Meter
Vor dem abschließenden 1000-Meter-Lauf hatte Miho Takagi einen Rückstand von umgerechnet 1,17 Sekunden auf Nao Kodaira, Brittany Bowe lag weitere 0,18 Sekunden zurück. Nach dem Rennen gaben sowohl Takagi als auch Bowe an, sie hätten geglaubt, ihren Rückstand auf Kodaira wettmachen zu können. Beide liefen die schnellsten Zeiten des Rennens, Kodaira war als Dritte aber weniger als eine halbe Sekunde langsamer und gewann damit die Gesamtwertung.
| Platz | Name                   | Land               | Zeit        | Punkte |
| ----- | ---------------------- | ------------------ | ----------- | ------ |
| 01    | Miho Takagi            | Japan              | 1:14,56 min | 37,280 |
| 02    | Brittany Bowe          | Vereinigte Staaten | 1:14,64 min | 37,320 |
| 03    | Nao Kodaira            | Japan              | 1:14,96 min | 37,480 |
| 04    | Jutta Leerdam          | Niederlande        | 1:15,03 min | 37,515 |
| 05    | Jekaterina Aidowa      | Kasachstan         | 1:15,04 min | 37,520 |
| 06    | Sanneke de Neeling     | Niederlande        | 1:15,28 min | 37,640 |
| 07    | Darja Katschanowa      | Russland           | 1:15,33 min | 37,665 |
| 08    | Olga Fatkulina         | Russland           | 1:15,62 min | 37,810 |
| 09    | Vanessa Herzog         | Österreich         | 1:16,07 min | 38,035 |
| 10    | Letitia de Jong        | Niederlande        | 1:16,11 min | 38,055 |
|       |                        |                    |             |        |
| 18    | Gabriele Hirschbichler | Deutschland        | 1:17,25 min | 38,625 |

### Männer
Der Russe Pawel Kulischnikow gewann nach 2015 und 2016 seinen dritten Sprint-WM-Titel. Kulischnikow, der kurz zuvor bei den Einzelstrecken-Weltmeisterschaften die Medaillenränge verpasst hatte, führte bereits nach zwei dritten Plätzen am ersten Tag die Gesamtwertung an und baute seinen Vorsprung am zweiten Tag mit einem Sieg über 500 Meter aus. Hinter ihm belegten der 500-Meter-Spezialist Tatsuya Shinhama aus Japan und der Niederländer Kjeld Nuis, der beide 1000-Meter-Rennen für sich entschied, den zweiten und den dritten Platz. Titelverteidiger Håvard Holmefjord Lorentzen lag nach dem ersten Tag in der Gesamtwertung nur Hundertstelpunkte hinter Kulischnikow, fiel aber am Finaltag auf den vierten Platz zurück. Von den drei deutschen Startern erreichte Nico Ihle als Siebter das beste Ergebnis.

#### Endstand
- Zeigt die zwölf erfolgreichsten Sportler der Sprint-WM
- Die Zahl in Klammern gibt die Platzierung je Einzelstrecke an, fett gedruckt die jeweils Schnellste.

| Rang | Name                        | 1. Lauf 500 Meter | 1. Lauf 1.000 Meter | 2. Lauf 500 Meter | 2. Lauf 1.000 Meter | Gesamt- punkte |
| ---- | --------------------------- | ----------------- | ------------------- | ----------------- | ------------------- | -------------- |
| 1    | Pawel Kulischnikow          | 34,74 (3)         | 1:08,06 (3)         | 34,31 (1)         | 1:08,62 (2)         | 137,390        |
| 2    | Tatsuya Shinhama            | 34,66 (1)         | 1:08,57 (5)         | 34,45 (2)         | 1:08,82 (5)         | 137,805        |
| 3    | Kjeld Nuis                  | 34,98 (9)         | 1:07,86 (1)         | 35,05 (7)         | 1:07,80 (1)         | 137,860        |
| 4    | Håvard Holmefjord Lorentzen | 34,74 (3)         | 1:08,19 (4)         | 34,91 (6)         | 1:08,73 (3)         | 138,110        |
| 5    | Kai Verbij                  | 34,72 (2)         | 1:09,21 (10)        | 34,74 (3)         | 1:08,85 (6)         | 138,490        |
| 6    | Masaya Yamada               | 35,07 (11)        | 1:08,03 (2)         | 35,17 (12)        | 1:09,00 (7)         | 138,755        |
| 7    | Nico Ihle                   | 34,92 (7)         | 1:08,79 (7)         | 35,14 (10)        | 1:08,76 (4)         | 138,835        |
| 8    | Hein Otterspeer             | 34,92 (7)         | 1:08,67 (6)         | 35,14 (10)        | 1:09,05 (8)         | 138,920        |
| 9    | Wiktor Muschtakow           | 34,75 (5)         | 1:08,93 (9)         | 35,05 (7)         | 1:09,38 (10)        | 138,955        |
| 10   | Ruslan Muraschow            | 34,75 (5)         | 1:10,07 (14)        | 34,77 (4)         | 1:09,69 (11)        | 139,400        |
| 11   | Joel Dufter                 | 35,20 (15)        | 1:08,79 (7)         | 35,41 (15)        | 1:09,26 (9)         | 139,635        |
| 12   | Laurent Dubreuil            | 35,05 (10)        | 1:09,75 (13)        | 35,05 (7)         | 1:09,83 (12)        | 139,890        |
|      |                             |                   |                     |                   |                     |                |
| 26   | Jeremias Marx               | 36,06 (26)        | 1:11,29 (27)        | 36,41 (26)        | 1:11,87 (26)        | 144,050        |

#### 1. Lauf 500 Meter
Das schnellste Zeit über 500 Meter lief Tatsuya Shinhama im elften Paar mit Håvard Holmefjord Lorentzen. Mehrere Athleten hatten einen Rückstand von wenigen Hundertstelsekunden.
| Platz | Name                        | Land        | Zeit    | Punkte |
| ----- | --------------------------- | ----------- | ------- | ------ |
| 01    | Tatsuya Shinhama            | Japan       | 34,66 s | 34,660 |
| 02    | Kai Verbij                  | Niederlande | 34,72 s | 34,720 |
| 03    | Håvard Holmefjord Lorentzen | Norwegen    | 34,74 s | 34,740 |
| 03    | Pawel Kulischnikow          | Russland    | 34,74 s | 34,740 |
| 05    | Wiktor Muschtakow           | Russland    | 34,75 s | 34,750 |
| 05    | Ruslan Muraschow            | Russland    | 34,75 s | 34,750 |
| 07    | Nico Ihle                   | Deutschland | 34,92 s | 34,920 |
| 07    | Hein Otterspeer             | Niederlande | 34,92 s | 34,920 |
| 09    | Kjeld Nuis                  | Niederlande | 34,98 s | 34,980 |
| 10    | Laurent Dubreuil            | Kanada      | 35,05 s | 35,050 |
|       |                             |             |         |        |
| 15    | Joel Dufter                 | Deutschland | 35,20 s | 35,200 |
| 26    | Jeremias Marx               | Deutschland | 36,06 s | 36,060 |

#### 1. Lauf 1000 Meter
Kjeld Nuis erreichte als einziger Athlet eine Zeit unter 1:08 Minuten. Nach ihm liefen Pawel Kulischnikow und Kai Verbij im letzten Duell gegeneinander, wobei Kulischnikow mehr als eine Sekunde Vorsprung auf den Niederländer herausfuhr und auch in der Gesamtwertung nach dem ersten Tag die Führung übernahm.
| Platz | Name                        | Land        | Zeit        | Punkte |
| ----- | --------------------------- | ----------- | ----------- | ------ |
| 01    | Kjeld Nuis                  | Niederlande | 1:07,86 min | 33,930 |
| 02    | Masaya Yamada               | Japan       | 1:08,03 min | 34,015 |
| 03    | Pawel Kulischnikow          | Russland    | 1:08,06 min | 34,030 |
| 04    | Håvard Holmefjord Lorentzen | Norwegen    | 1:08,19 min | 34,095 |
| 05    | Tatsuya Shinhama            | Japan       | 1:08,57 min | 34,285 |
| 06    | Hein Otterspeer             | Niederlande | 1:08,67 min | 34,335 |
| 07    | Nico Ihle                   | Deutschland | 1:08,79 min | 34,395 |
| 07    | Joel Dufter                 | Deutschland | 1:08,79 min | 34,395 |
| 09    | Wiktor Muschtakow           | Russland    | 1:08,93 min | 34,465 |
| 10    | Kai Verbij                  | Niederlande | 1:09,21 min | 34,605 |
|       |                             |             |             |        |
| 27    | Jeremias Marx               | Deutschland | 1:11,29 min | 35,645 |

#### 2. Lauf 500 Meter
Mit seinem Sieg im zweiten 500-Meter-Rennen baute Pawel Kulischnikow seine zunächst knappe Führung im Gesamtklassement deutlich aus. Seine Zeit von 34,31 Sekunden war eine Einstellung des Thialf-Bahnrekordes.
| Platz | Name                        | Land        | Zeit    | Punkte |
| ----- | --------------------------- | ----------- | ------- | ------ |
| 01    | Pawel Kulischnikow          | Russland    | 34,31 s | 34,310 |
| 02    | Tatsuya Shinhama            | Japan       | 34,45 s | 34,450 |
| 03    | Kai Verbij                  | Niederlande | 34,74 s | 34,740 |
| 04    | Ruslan Muraschow            | Russland    | 34,77 s | 34,770 |
| 05    | Artur Nogal                 | Polen       | 34,78 s | 34,780 |
| 06    | Håvard Holmefjord Lorentzen | Norwegen    | 34,91 s | 34,910 |
| 07    | Wiktor Muschtakow           | Russland    | 35,05 s | 35,050 |
| 07    | Laurent Dubreuil            | Kanada      | 35,05 s | 35,050 |
| 07    | Kjeld Nuis                  | Niederlande | 35,05 s | 35,050 |
| 10    | Nico Ihle                   | Deutschland | 35,14 s | 35,140 |
| 10    | Hein Otterspeer             | Niederlande | 35,14 s | 35,140 |
|       |                             |             |         |        |
| 15    | Joel Dufter                 | Deutschland | 35,41 s | 35,410 |
| 26    | Jeremias Marx               | Deutschland | 36,41 s | 36,410 |

#### 2. Lauf 1000 Meter
Schnellster Läufer im zweiten 1000-Meter-Rennen war erneut Kjeld Nuis, der damit Håvard Holmefjord Lorentzen vom Bronzerang im Gesamtklassement verdrängte. Kulischnikow reichte ein zweiter Rang zum Sieg in der Gesamtwertung.
| Platz | Name                        | Land        | Zeit        | Punkte |
| ----- | --------------------------- | ----------- | ----------- | ------ |
| 01    | Kjeld Nuis                  | Niederlande | 1:07,80 min | 33,900 |
| 02    | Pawel Kulischnikow          | Russland    | 1:08,62 min | 34,310 |
| 03    | Håvard Holmefjord Lorentzen | Norwegen    | 1:08,73 min | 34,365 |
| 04    | Nico Ihle                   | Deutschland | 1:08,76 min | 34,380 |
| 05    | Tatsuya Shinhama            | Japan       | 1:08,82 min | 34,410 |
| 06    | Kai Verbij                  | Niederlande | 1:08,85 min | 34,425 |
| 07    | Masaya Yamada               | Japan       | 1:09,00 min | 34,500 |
| 08    | Hein Otterspeer             | Niederlande | 1:09,05 min | 34,525 |
| 09    | Joel Dufter                 | Deutschland | 1:09:26 min | 34,630 |
| 10    | Wiktor Muschtakow           | Russland    | 1:09,38 min | 34,690 |
|       |                             |             |             |        |
| 26    | Jeremias Marx               | Deutschland | 1:11,87 min | 35,935 |